# Simon Morhier
Simon Morhier né en 1390 et mort en 1449 est un prévôt de Paris qui assuma cette charge de 1422 à 1432. Il est également seigneur de Houdan, Mesnil-Aubry, Montanglaut, Montlouet, Saint-Piat, Talvoisin, Thour-en-Ardennes et de Villiers-le-Morhier.

## Biographie
Simon Morhier est un chevalier et gentilhomme qui entre au service de la reine Isabeau de Bavière, épouse du roi Charles VI de France, comme maître d'hôtel.
Après la prise de Paris par les Anglais, en 1420, pendant la guerre de Cent Ans, Simon Morhier est nommé prévôt de la ville de Paris par l'occupant le 1er décembre 1422 en remplacement de Pierre Le Verrat.
En septembre 1429, il repousse une attaque de Paris par les troupes de Jeanne d'Arc. La même année, il subit l'attaque surprise des troupes fidèles au roi de France lors de la Journée des Harengs dans les environs de Chartres. La « journée des Harengs » fut appelé ainsi en raison d'un convoi anglais qui transportait du poisson et autres victuailles destinés à être consommés pendant le carême. Les Français postaient des espions auprès des armées anglaises pour tenter de connaître leurs intentions. Un de ces hommes informa les Français de la sortie de 300 chariots de la ville de Chartres, convoi escorté par 1 500 Anglais sous le commandement de Jean Fastolf et du prévôt de Paris, Simon Morhier. 
En 1432, il tente de reprendre Chartres sans succès.
En 1436, il est fait prisonnier par les troupes de Charles VII lors d'un engagement au pont de Charenton. Il perd par la même occasion sa charge de prévot de Paris. Il sera libéré par le chambellan de Charles VII, Denis de Chailly, en échange de ses seigneuries de Mesnil-Aubry et Montanglaut. 
Resté fidèle au roi Henri VI d'Angleterre, il est nommé au Grand Conseil de Normandie et trésorier des finances de la Normandie en poste à Rouen en 1438.
En 1440, il est nommé capitaine de La Roche-Guyon, puis capitaine de Saint-Lô en 1445.
Le 25 février 1449, il est capturé près de Dieppe, par des Français fidèles au roi de France Charles VII. Il meurt en captivité le 4 juillet 1449.